# I. e. 117
Évszázadok: i. e. 3. század – i. e. 2. század – i. e. 1. század
Évtizedek: i. e. 160-as évek – i. e. 150-es évek – i. e. 140-es évek – i. e. 130-as évek – i. e. 120-as évek – i. e. 110-es évek – i. e. 100-as évek – i. e. 90-es évek – i. e. 80-as évek – i. e. 70-es évek – i. e. 60-as évek
Évek: i. e. 122 – i. e. 121 – i. e. 120 – i. e. 119 –  i. e. 118 – i. e. 117 – i. e. 116 – i. e. 115 – i. e. 114 – i. e. 113 – i. e. 112

## Események

### Róma
- Quintus Mucius Scaevolát és Lucius Caecilius Metellus Diadematust választják consulnak.

### Észak-Afrika
- Numidiában Jugurtha meggyilkoltatja uralkodótársát, Hiempsalt és az országot felosztja annak bátyjával, Adherballal.

## Születések
- XII. Ptolemaiosz Aulétész, egyiptomi fáraó

## Halálozások
- I. Hiempsal, numida király
- Huo Csu-ping kínai hadvezér
- Szema Hsziang-zsu, kínai költő

## Fordítás
- Ez a szócikk részben vagy egészben  a(z)   117 av. J.-C. című francia Wikipédia-szócikk ezen változatának fordításán alapul.  Az eredeti cikk szerkesztőit annak laptörténete sorolja fel. Ez a jelzés csupán a megfogalmazás eredetét és a szerzői jogokat jelzi, nem szolgál a cikkben szereplő információk forrásmegjelöléseként.